# HMS Perseus (R51)

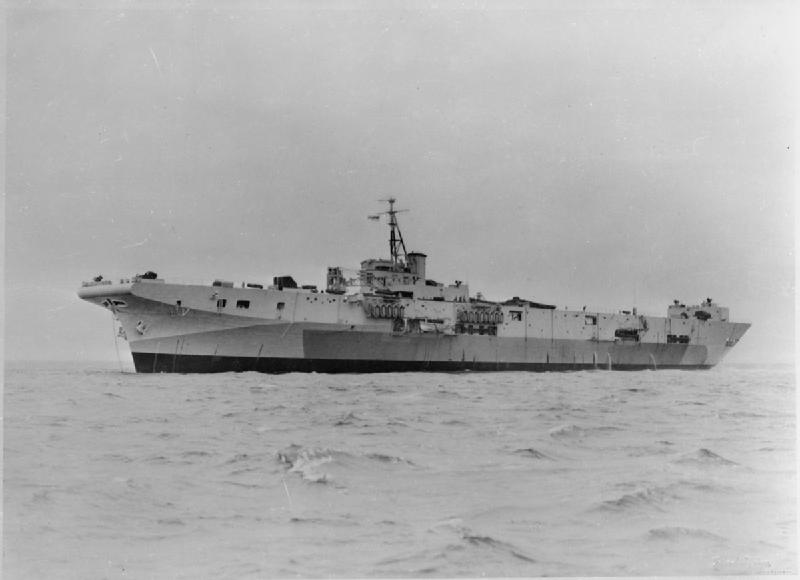
HMS Perseus till ankars, 1945.

HMS Perseus (R51) var ett hangarfartyg av Colossus-klass byggd för Royal Navy under andra världskriget. Fartyget hade ursprungligen namnet Edgar men namnändrades 1944 när brittiska amiralitetet bestämde sig för att konvertera henne till ett underhållshangarfartyg. Hon färdigställdes 1945 efter slutet av andra världskriget och hon gjorde en resa till Australien senare samma år. Vid återkomsten till Storbritannien i början av 1946 placerades Perseus i reserven. Hon togs åter i tjänst 1950 och tjänstgjorde som försöksfartyg för ångkatapulten som då var under utveckling. Över 1 600 provstarter genomfördes innan katapulten togs bort 1952 och hon konverterades för användning som färjetransport för att transportera flygplan, trupper och utrustning utomlands. Hon försattes i reserven igen 1954 och såldes för skrotning 1958.